# Djamila Ribeiro
Djamila Taís Ribeiro dos Santos (Santos, 1º agosto 1980) è un'attivista, filosofa e saggista brasiliana.

## Biografia
Djamila Ribeiro è nata a Santos, nello stato di San Paolo, da Erani Benedita dos Santos Ribeiro, domestica in una famiglia bianca, e Joaquim José Ribeiro dos Santos, lavoratore portuale e co-fondatore del Partido Comunista na Baixada Santista. A scuola era l'unica bambina nera. Scoprì il femminismo e i suoi riferimenti teorici fondamentali lavorando nella biblioteca della Casa da Cultura da Mulher Negra di Santos; al momento in cui si iscrisse all'Università Federale di San Paolo per studiare filosofia, Ribeiro era già un'attivista femminista.
Nel 2012, Ribeiro si è laureata in Filosofia presso l'Università Federale di San Paolo, occupandosi prevalentemente di filosofia politica nel corso dei suoi studi. Nel 2015 ha ottenuto un master in filosofia politica presso la medesima università con una tesi su Simone de Beauvoir e Judith Butler. I suoi principali temi di ricerca sono le relazioni etniche e razziali, gli studi di genere e il femminismo. Durante i suoi studi, ha creato un centro per gli studi di genere e di razza all'interno della sua università.

## Attivismo
Djamila Ribeiro è diventata famosa in Brasile grazie al suo attivismo su Internet. È considerata uno dei principali riferimenti del femminismo nero e una delle principali giornaliste nere in Brasile.
Nel maggio 2016 è stata nominata sottosegretario per i diritti umani e la cittadinanza a San Paolo durante l'amministrazione del sindaco Fernando Haddad.
Ha scritto la prefazione alla traduzione in portoghese brasiliano del libro Donne, razza e classe della filosofa e femminista nera Angela Davis. Nel 2018, Djamila Ribeiro è stata una dei 51 autori, provenienti da 25 paesi, invitati a contribuire ai cosiddetti "Freedom Papers".
Nel corso della sua carriera di saggista, Ribeiro ha ricevuto premi come il premio Trip Transformadores (2017),, il Prêmio Dandara dos Palmares (2017) e il premio di miglior editorialista al Troféu Mulher Imprensa (2018). Nel 2019, è stata inclusa dalla BBC nella lista delle 100 donne più influenti al mondo. È anche consulente del Vladimir Herzog Institute e nel 2017 si è recata in Norvegia su invito del governo norvegese per conoscere le politiche di parità di genere del paese.

## Pubblicazioni

### Opere principali
- (PT) Djamila Ribeiro, O que é lugar de fala?, Belo Horizonte, Letramento, 2017, ISBN 978-85-9530-040-8.
- (PT) Djamila Ribeiro, Quem tem medo do feminismo negro?, São Paulo, Companhia das Letras, 2018, ISBN 978-85-359-3113-6.
- (PT) Djamila Ribeiro, Lugar de fala, São Paulo, Pólen Livros, 2019, ISBN 978-85-98349-68-8.
- (PT) Djamila Ribeiro, Pequeno manual antirracista, São Paulo, Companhia das Letras, 2019, ISBN 978-85-359-3287-4.
- (PT) Djamila Ribeiro, Cartas para minha avó, São Paulo, Companhia das Letras, 2021, ISBN 978-6559210916.

### Traduzioni in italiano
- Djamila Ribeiro, Il luogo della parola, traduzione di Monica Paes, Alessandria, Capovolte, 2020, ISBN 978-8894418958.
- Djamila Ribeiro, Piccolo manuale antirazzista e femminista, traduzione di Francesca De Rosa, Alessandria, Capovolte, 2022, ISBN 979-1280361141.